# Cyclommatus metallifer finae
Cyclommatus metallifer finae es una subespecie de coleóptero de la familia Lucanidae.

## Distribución geográfica
Habita en Peleng y Bangkulu, en las islas Banggai (Indonesia).